# NGC 7510
NGC 7510 est un amas ouvert situé dans la constellation de Céphée. Il a été découvert par l'astronome britannique William Herschel en 1787.
Selon la classification des amas ouverts de Robert Trumpler, cet amas renferme entre 50 et 100 étoiles (lettre m), dont la concentration est moyenne (II) et dont les magnitudes se répartissent sur un intervalle moyen (le chiffre 2),. Le catalogue Lynga considère que cet amas renferme plus de 100 étoiles (lettre r) dont les magnitudes se répartissent sur un intervalle moyen (le chiffre 3), dont la concentration est faible (IV) et dont les magnitudes se répartissent sur un grand intervalle (le chiffre 2). Lynga indique également que l'amas compte 60 membres. Cette contradiction entre la classification préconisée par Lynga et le nombre de membres indiqués est assez fréquente.

## Observation
Avec une magnitude visuelle de 7,9, l'amas n'est pas visible à l'œil nu, mais on peut l'observer avec des jumelles dont l'ouverture est de 40 à 50 mm ou encore avec un petit télescope.

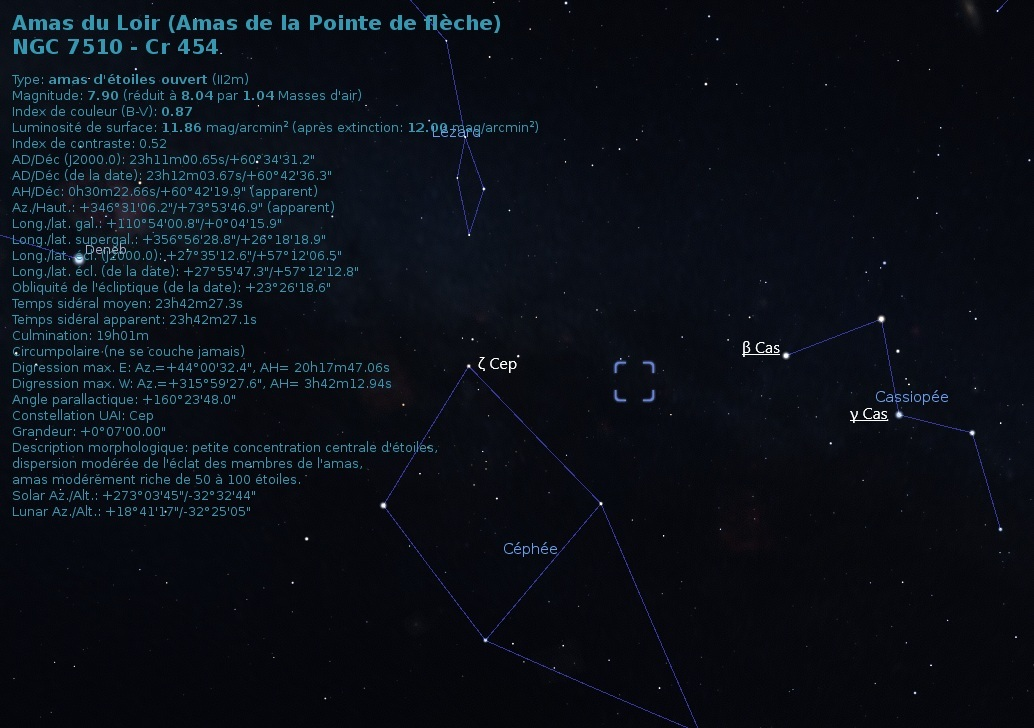
Emplacement de NGC 7510 dans la constellation de Céphée (Stellarium).

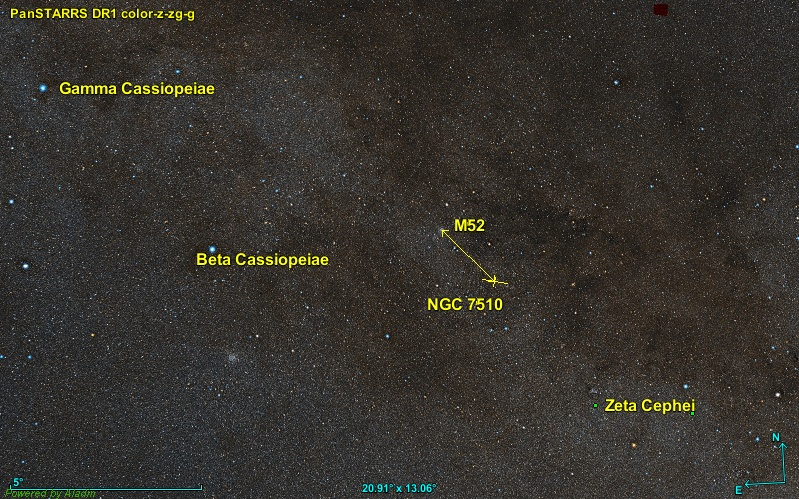
Position de NGC 7510 par rapport à M52.

NGC 7510 passablement éloigné des principales étoiles brillantes du ciel de la Terre. L'amas ouvert M52 est à environ 1,9 au nord-est de NGC 7510.

## Caractéristiques
Plusieurs caractéristiques apparaissent sur la base de données Simbad, mais une publication très récente (2023) basée sur les mesures de la parallaxe par le satellite Gaia a permis une mise à jour importante des données. Les données du « GAIA EARLY DATA RELEASE 3 (GAIA EDR3) » ont également permis aux auteurs (Almeida, Monteiro et Dias) de cette publication d'estimer la masse de 773 amas ouverts, dont celle de NGC 7510 qui est de 2997 ± 599 {\displaystyle M_{\odot }}.

### Distance
Selon Almeida et ses collègues, cet amas est à 2,950 ± 0,115 kpc (∼9 620 al) du système solaire.
Simbad indique aussi six valeurs de la parallaxe moyenne des étoiles de NGC 7510, soit 0,286 ± 0,048 mal, 0,308 ± 0,031 0 mal, 0,284 ± 0,052 mal, 0,286 ± 
0,048 mal, 0,286 ± 0,003 mal et 0,286 ± 0,048 mal. La parallaxe moyenne de ces valeurs est de 0,289 3 ± 0,038 3 mal, où l'incertitude est la moyenne des incertitudes. Cela correspond à une distance de 3 456+528
−404 pc. On peut aussi déduire la parallaxe moyenne en utilisant les données des 178 étoiles de la section « children » de la base de données Simbad (voir plus bas section Étoiles), ce qui donne comme distance une valeur de 3260+476
−368. C'est cette valeur qui apparaît dans l'encadré de droite et qui est utilisée pour le calcul de la taille de l'amas. Ces deux valeurs de la distance sont semblables et supérieures à celle préconisée par Almeida et ses collègues. 

### Taille
Selon les sources, la taille apparente de l'amas est entre 6' et 7'. Grâce à un calcul simple, en utilisant la distance maximale de l'amas, soit (3260 + 476) pc et taille apparente maximale de 7', on peut déduire que la taille réelle maximale de 24,81 al. De même, en utilisant la distance minimale de (3260 - 368) pc et sa taille apparente minimale de 6', on obtient une taille réelle minimale de 15,85 al. De ces deux valeurs, on déduit que la taille réelle de NGC 7510 est égale à 20,3 ± 4,5 al.

### Vitesse
Trois vitesses identiques sont indiquées sur Simbad, soit 67,74 ± 3,44 km/s,,.

### Mouvement propre
Simbad indique sept couples de valeurs pour le mouvement propre de l'amas, dont cinq provenant d'articles publiés entre 2018 et 2021 sont très semblables. Les deux autres provenant d'articles publiés en 2014 et 2018 sont totalement différents. Les valeurs de ces cinq couples en ascension droite et en déclinaison sont :
- −3,664 ± 0,008 mas/an et −2,235 ± 0,085 mas/an[11]
- −3,650 ± 0,146 mas/an et −2,194 ± 0,141 mas/an[12]
- −3,664 ± 0,126 mas/an et −2,193 ± 0,127 mas/an[13]
- −3,664 ± 0,008 mas/an et −2,193 ± 0,008 mas/an[7]
- −3,664 ± 0,126 mas/an et −2,193 ± 0,127 mas/an[14]

La moyenne du mouvement propre et de leur incertitude obtenue de ces cinq couples en ascension droite et en déclinaison est égale à −3,662 ± 0,086 mas/an et −2,200 ± 0,083 mas/an. Ces deux valeurs sont pratiquement les mêmes que celles de la moyenne obtenue en considérant le mouvement propre de 178 étoiles dont la probabilité d'appartenir à l'amas est égale ou supérieure à 90% (voir section Étoiles).
Les deux autres couples sont passablement différents et imprécis. Ils proviennent d'articles moins récents (2014 et 2017). Ces deux couples sont :
- −0,666 ± 0,139 mas/an et −0,132 ± 0,14 mas/an[16]
- −3,59 ± 1,36 mas/an et −0,86 ± 0,10 mas/an[17]

### Métallicité
Simbad rapporte une seule valeur de la métallicité égale à -0,205. Selon cette valeur, le pourcentage d'éléments lourds (plus lourd que l'hydrogène et l'hélium) de cet amas serait égal à 62% de celui du Soleil, ce qui indique que cet amas est très jeune. La valeur indiquée par Almeida est très différente, soit 0,187 ± 0,056. Selon cette dernière valeur, le pourcentage d'éléments lourds (plus lourd que l'hydrogène et l'hélium) de cet amas serait compris entre 135% (10(0,187-0,056) et 175% (100,187 + 0,056) de celui du Soleil, ce qui correspond à un amas plus âgé.

### Âge
Webda et Lynga indiquent un âge de 38 millions d'années (log10=7,578),. Selon Almeida, cet amas est plus jeune, soit 10,47 ± 0,77 Ma (log10=7,020 ± 0,031) . NGC 7510 est donc un très jeune amas et sa métallicité semble être celle indiquée par Simbad.

## Étoiles
Simbad montre aussi un bouton nommé Children. En cliquant sur ce bouton, on atteint une section de cette base de données qui renferme un tableau contenant 356 entrées pour NGC 7510. Cependant, des étoiles (les Children) peuvent apparaître plusieurs fois dans la deuxième colonne du tableau, d'où le nombre de liens bibliographiques qui est supérieure au nombre d'étoiles. La quatrième colonne de ce tableau indique la probabilité que l'étoile appartienne à l'amas. En cliquant sur le titre de cette colonne, on peut classer la probabilité par ordre croissant ou décroissant. En cliquant sur la désignation de l'étoile, on atteint la page de Simbad qui résume ses propriétés.
Quatre étoiles parmi les 178 de cette page présentent des caractéristiques intéressantes. Exception faite de leur parallaxe, très peu de choses sont connues pour les autres étoiles. Le tableau ci-dessous montre les principales caractéristiques de ces quatre étoiles.
| Nom                          | α                | δ                | P (mas) | type            | d (pc)        | μα* (mas/an) | μδ* (mas/an) | mV    | Rem     |
| ---------------------------- | ---------------- | ---------------- | ------- | --------------- | ------------- | ------------ | ------------ | ----- | ------- |
| Cl* NGC 7510 BH 6            | 23h 10m 57,3923s | 60° 37′ 16,3216″ |         | 0,2784 ± 0,0147 | 3592+200 -182 | -3,760       | -2,256       | 16,61 | RS c Vn |
| EM* GGR 134                  | 23h 10m 47,5107s | 60° 31′ 52,9324″ | B0Ve    | 0,3083 ± 0,0155 | 3244+172 -155 | -3,083       | -2,231       | 11,77 | Be      |
| Gaia DR2 2014061111728756480 | 23h 11m 14,4997s | 60° 35′ 25,5296″ |         | 0,2553 ± 0,0444 | 3917+825 -580 | -3,669       | -2,240       |       | Bin/ecl |
| ZTF J231135.46+603622.8      | 23h 11m 35,4871s | 60° 36′ 22,8220″ |         | 0,2720 ± 0,0354 | 3676+550 -423 | -3,585       | -2,263       |       | RS c Vn |

- RS c Vn = Étoile variable de type RS Canum Venaticorum
- Be = Étoile Be
- Bin/ecl = Binaire à éclipses

### Distance
Les données concernant la parallaxe de chaque étoiles permettent de calculer la distance de l'amas de trois façon différentes. En utilisant la parallaxe d'une étoile, on peut calculer sa distance ainsi que son incertitude positive et négative. La première façon d'obtenir la distance de l'amas est le calcul de la moyenne et l'écart type des 178 distances. Cela donne 3 319 ± 466 pc (∼10 800 al). Une deuxième façon consiste à calculer la moyenne des distances et des extrêmes, ce qui donne une valeur de 3 319+535
−379 pc. Enfin, une troisième façon de calculer la distance de l'amas est l'utilisation de la moyenne de la parallaxe et son incertitude pour les 178 étoiles, ce qui donne 0,306 8 ± 0,039 1 mas. Cette valeur correspond à une distance de 3260+476
−368. C'est cette valeur qui apparaît dans l'encadré ci-dessus à droite et qui est utilisée pour le calcul de la taille réelle de l'amas. 

### Mouvement Propre
Le mouvement propre de chaque étoile est aussi indiqué dans cette section de la base de donnés Simbad. La moyenne du mouvement propre en ascension droite et en déclinaison, ainsi que de leur incertitude sont respectivement égaux à −3,648 ± 0,111 mas/an et −2,245 ± 0,106 mas/an.